# Teilhet (Ariège)
Pour les articles homonymes, voir Teilhet.
Teilhet (prononcer [tɛjɛ] ; Telhet en occitan languedocien, prononcé localement [tejet] ou [tejɛːt]) est une commune française située dans le département de l'Ariège, en région Occitanie. Sur le plan historique et culturel, la commune fait partie du Lauragais, l'ancien « Pays de Cocagne », lié à la fois à la culture du pastel et à l’abondance des productions, et de « grenier à blé du Languedoc ».
Exposée à un climat océanique altéré, elle est drainée par l'Hers-Vif, le ruisseau de Gorgues et par divers autres petits cours d'eau. La commune possède un patrimoine naturel remarquable : un site Natura 2000 (« Garonne, Ariège, Hers, Salat, Pique et Neste ») et quatre zones naturelles d'intérêt écologique, faunistique et floristique.
Teilhet est une commune rurale qui compte 162 habitants en 2022, après avoir connu un pic de population de 442 habitants en 1851. Elle fait partie de l'aire d'attraction de Pamiers. Ses habitants sont appelés les Teilhetois ou Teilhetoises.
Le patrimoine architectural de la commune comprend un immeuble protégé au titre des monuments historiques : l'église Saint-Jean-l'Évangéliste, inscrite en 1955.

## Géographie

### Localisation
La commune de Teilhet se trouve dans le département de l'Ariège, en région Occitanie.
Elle se situe à 20 km à vol d'oiseau de Foix, préfecture du département, à 14 km de Pamiers, sous-préfecture, et à 8 km de Mirepoix, bureau centralisateur du canton de Mirepoix dont dépend la commune depuis 2015 pour les élections départementales.
La commune fait en outre partie du bassin de vie de Mirepoix.
Les communes les plus proches sont : 
Rieucros (1,4 km), Vals (1,6 km), Manses (2,8 km), Tourtrol (3,0 km), Viviès (3,2 km), Les Issards (3,9 km), Coutens (4,1 km), Vira (4,9 km).
Sur le plan historique et culturel, Teilhet fait partie du Lauragais, occupant une vaste zone, autour de l’axe central que constitue le canal du Midi, entre les agglomérations de Toulouse au nord-ouest et Carcassonne au sud-est et celles de Castres au nord-est et Pamiers au sud-ouest. C'est l'ancien « Pays de Cocagne », lié à la fois à la culture du pastel et à l’abondance des productions, et de « grenier à blé du Languedoc ».
|          | Saint-Félix-de-Tournegat |        |
| Vals     | Teilhet                  | Manses |
| Rieucros | Tourtrol                 |        |

### Géologie et relief
La commune est située dans le Bassin aquitain, le deuxième plus grand bassin sédimentaire de la France après le Bassin parisien, certaines parties étant recouvertes par des formations superficielles. Les terrains affleurants sur le territoire communal sont constitués de roches sédimentaires datant du Cénozoïque, l'ère géologique la plus récente sur l'échelle des temps géologiques, débutant il y a 66 millions d'années. La structure détaillée des couches affleurantes est décrite dans les feuilles « n°1057 - Pamiers » et « n°1058 - Mirepoix » de la carte géologique harmonisée au 1/50 000ème du département de l'Ariège, et leurs notices associées,.
La superficie cadastrale de la commune publiée par l’Insee, qui sert de références dans toutes les statistiques, est de 8,96 km2,. La superficie géographique, issue de la BD Topo, composante du Référentiel à grande échelle produit par l'IGN, est quant à elle de 8,98 km2. L'altitude du territoire varie entre 262 m et 424 m.

### Hydrographie

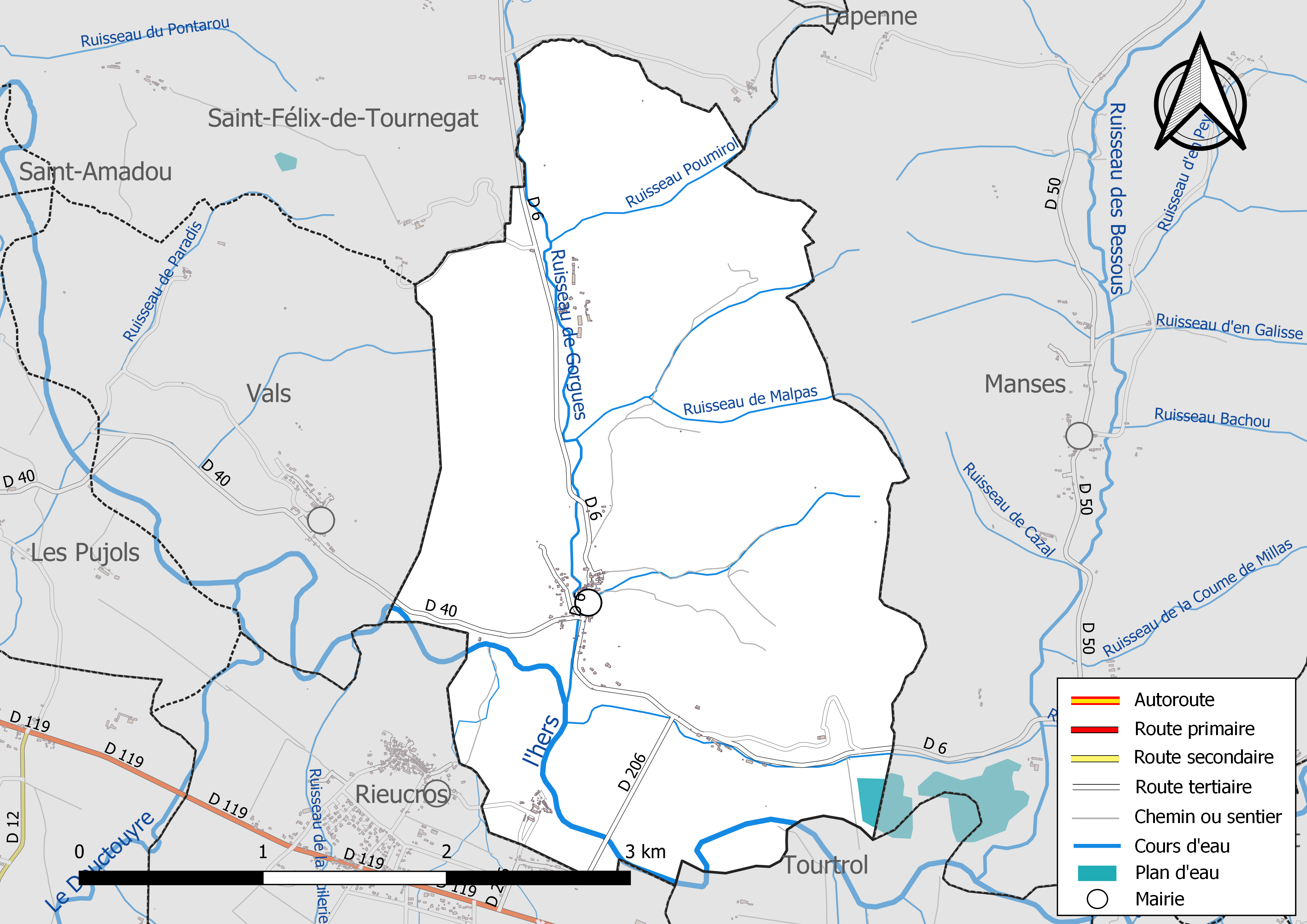
Réseaux hydrographique et routier de Teilhet.

La commune est dans le bassin versant de la Garonne, au sein du bassin hydrographique Adour-Garonne. Elle est drainée par l'Hers-Vif, le ruisseau de Gorgues, le ruisseau de Malpas, le ruisseau Poumirol et par divers petits cours d'eau, constituant un réseau hydrographique de 14 km de longueur totale,.
L'Hers-Vif, d'une longueur totale de 134,9 km, prend sa source dans la commune de Prades et s'écoule du sud vers le nord. Il traverse la commune et se jette dans l'Ariège à Cintegabelle, après avoir traversé 41 communes.

### Climat
Pour des articles plus généraux, voir Climat de l'Occitanie et Climat de l'Ariège.
En 2010, le climat de la commune est de type climat du Bassin du Sud-Ouest, selon une étude s'appuyant sur une série de données couvrant la période 1971-2000. En 2020, Météo-France publie une typologie des climats de la France métropolitaine dans laquelle la commune est exposée à un climat de montagne et est dans la région climatique Pyrénées centrales, caractérisée par une pluviométrie annuelle de 1 000 à 1 200 mm.
Pour la période 1971-2000, la température annuelle moyenne est de 12,8 °C, avec une amplitude thermique annuelle de 15,9 °C. Le cumul annuel moyen de précipitations est de 794 mm, avec 10 jours de précipitations en janvier et 5,8 jours en juillet. Pour la période 1991-2020, la température moyenne annuelle observée sur la station météorologique la plus proche, située sur la commune de Montaut à 15 km à vol d'oiseau, est de 13,7 °C et le cumul annuel moyen de précipitations est de 677,1 mm,. Pour l'avenir, les paramètres climatiques de la commune estimés pour 2050 selon différents scénarios d'émission de gaz à effet de serre sont consultables sur un site dédié publié par Météo-France en novembre 2022.

### Milieux naturels et biodiversité

#### Réseau Natura 2000

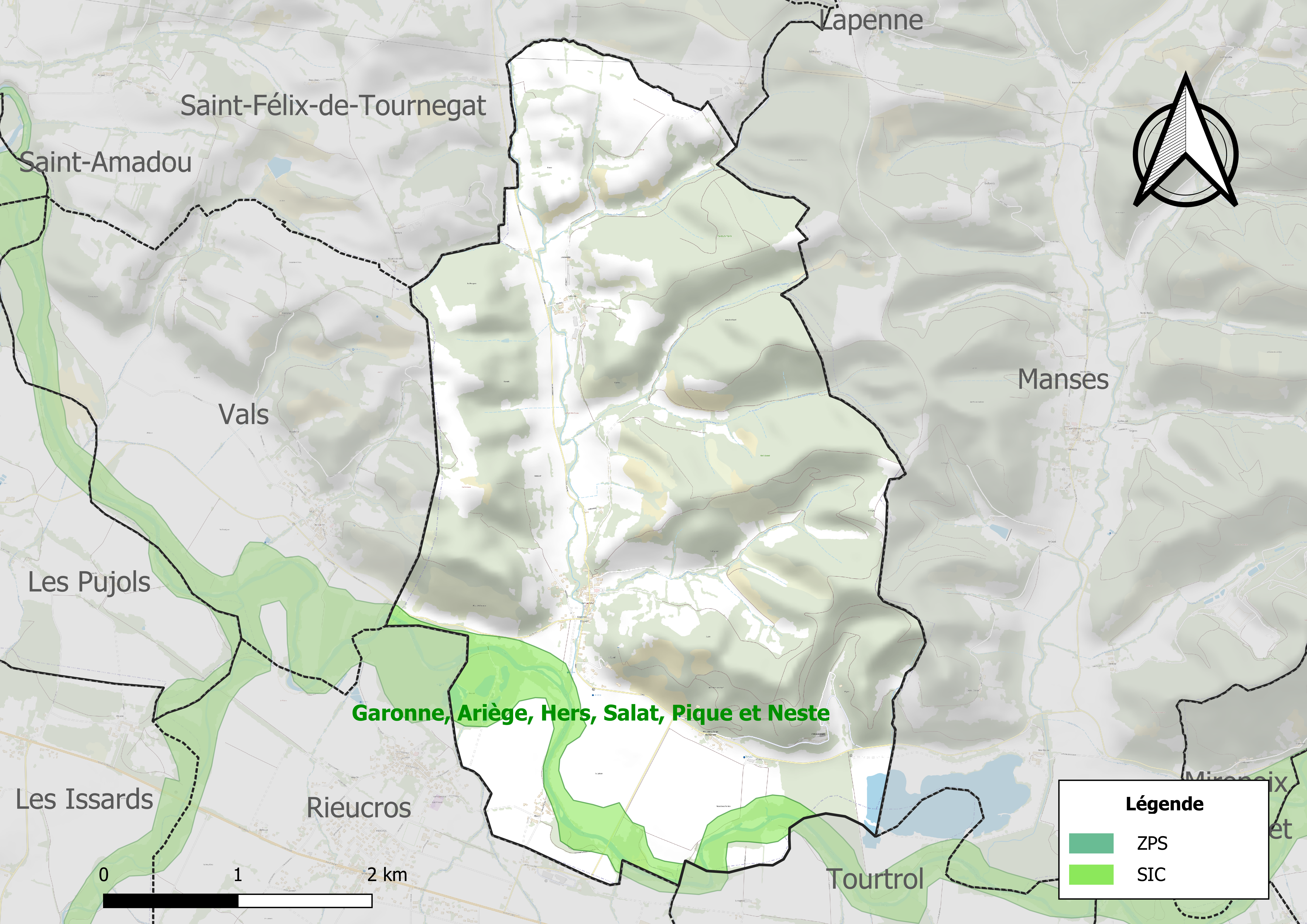
Site Natura 2000 sur le territoire communal.

Le réseau Natura 2000 est un réseau écologique européen de sites naturels d'intérêt écologique élaboré à partir des directives habitats et oiseaux, constitué de zones spéciales de conservation (ZSC) et de zones de protection spéciale (ZPS).
Un site Natura 2000 a été défini sur la commune au titre de la directive habitats : « Garonne, Ariège, Hers, Salat, Pique et Neste », d'une superficie de 9 581 ha, un réseau hydrographique pour les poissons migrateurs, avec des zones de frayères actives et potentielles importantes pour le Saumon en particulier qui fait l'objet d'alevinages réguliers et dont des adultes atteignent déjà Foix sur l'Ariège.

#### Zones naturelles d'intérêt écologique, faunistique et floristique
L’inventaire des zones naturelles d'intérêt écologique, faunistique et floristique (ZNIEFF) a pour objectif de réaliser une couverture des zones les plus intéressantes sur le plan écologique, essentiellement dans la perspective d’améliorer la connaissance du patrimoine naturel national et de fournir aux différents décideurs un outil d’aide à la prise en compte de l’environnement dans l’aménagement du territoire.
Deux ZNIEFF de type 1 sont recensées sur la commune :
les « coteaux de Manses à Teilhet » (229 ha), couvrant 2 communes du département, et 
le « cours de l'Hers » (891 ha), couvrant 41 communes dont 32 dans l'Ariège, 7 dans l'Aude et 2 dans la Haute-Garonne
et deux ZNIEFF de type 2, : 
- l'« ensemble de coteaux au nord du Pays de Mirepoix » (9 691 ha), couvrant 17 communes dont 10 dans l'Ariège et 7 dans l'Aude[31] ;
- « l'Hers et ripisylves » (1 417 ha), couvrant 41 communes dont 32 dans l'Ariège, 7 dans l'Aude et 2 dans la Haute-Garonne[32].

Carte des ZNIEFF de type 1 et 2 à Teilhet.
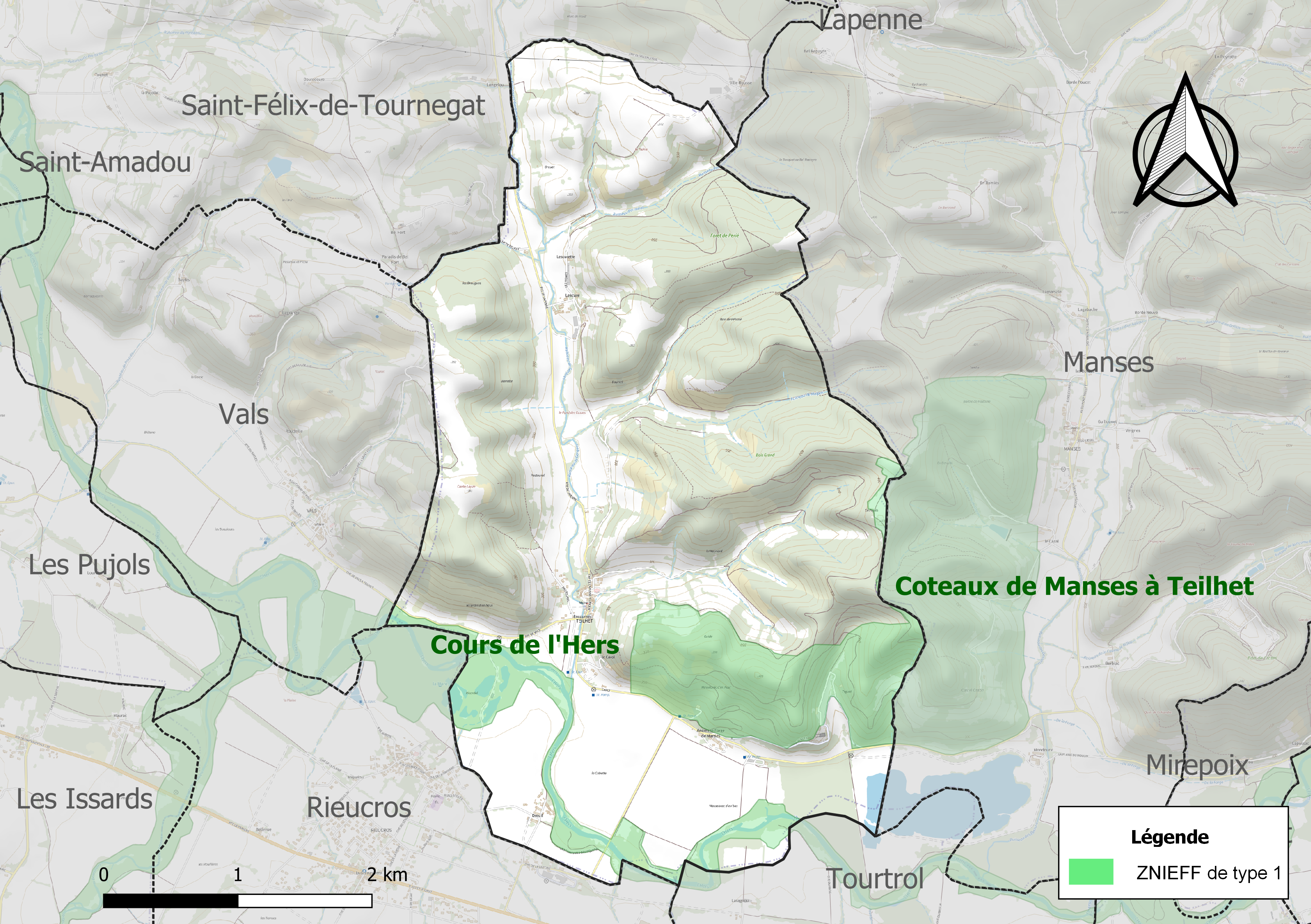
Carte des ZNIEFF de type 1 sur la commune.
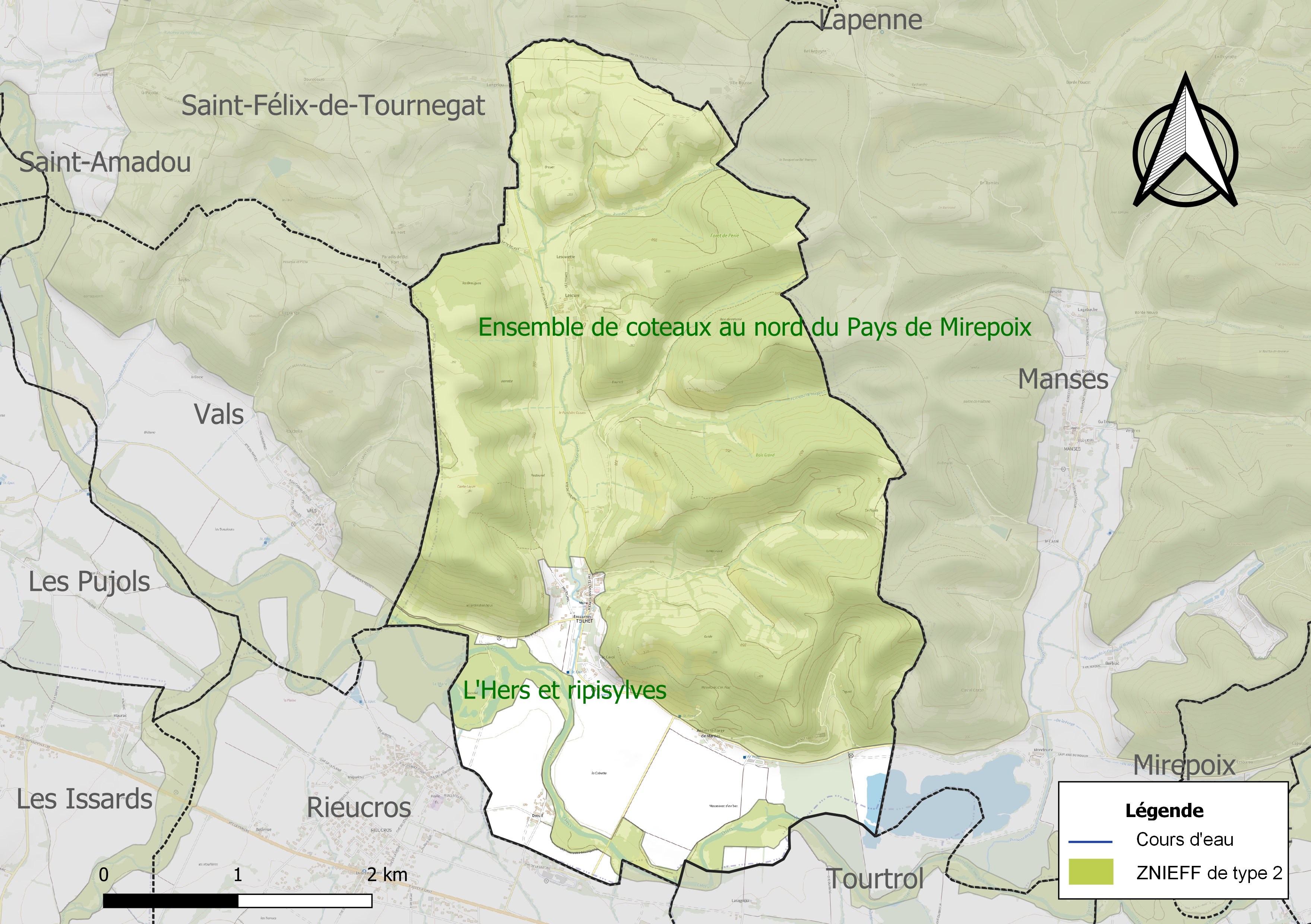
Carte des ZNIEFF de type 2 sur la commune.

## Urbanisme

### Typologie
Au 1er janvier 2024, Teilhet est catégorisée commune rurale à habitat dispersé, selon la nouvelle grille communale de densité à 7 niveaux définie par l'Insee en 2022.
Elle est située hors unité urbaine. Par ailleurs la commune fait partie de l'aire d'attraction de Pamiers, dont elle est une commune de la couronne,. Cette aire, qui regroupe 52 communes, est catégorisée dans les aires de moins de 50 000 habitants,.

### Occupation des sols
L'occupation des sols de la commune, telle qu'elle ressort de la base de données européenne d’occupation biophysique des sols Corine Land Cover (CLC), est marquée par l'importance des forêts et milieux semi-naturels (50,1 % en 2018), une proportion identique à celle de 1990 (50,1 %). La répartition détaillée en 2018 est la suivante : 
forêts (49,4 %), zones agricoles hétérogènes (23,9 %), terres arables (13,5 %), prairies (12,3 %), milieux à végétation arbustive et/ou herbacée (0,8 %), eaux continentales (0,2 %). L'évolution de l’occupation des sols de la commune et de ses infrastructures peut être observée sur les différentes représentations cartographiques du territoire : la carte de Cassini (XVIIIe siècle), la carte d'état-major (1820-1866) et les cartes ou photos aériennes de l'IGN pour la période actuelle (1950 à aujourd'hui).

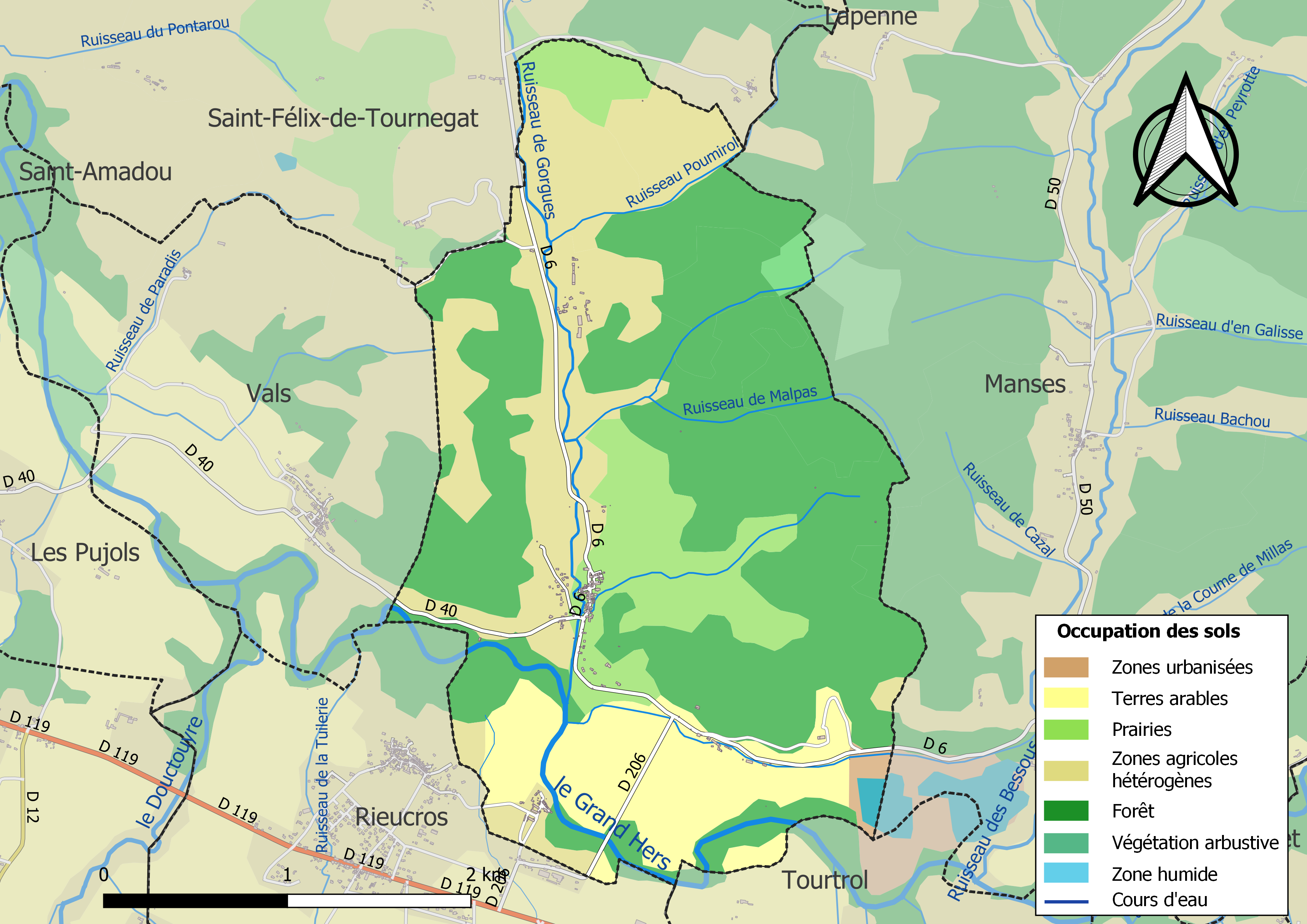
Carte des infrastructures et de l'occupation des sols de la commune en 2018 (CLC).

### Hameaux
Dreuil, Lescure...

### Habitat et logement
En 2018, le nombre total de logements dans la commune était de 99, alors qu'il était de 100 en 2013 et de 93 en 2008.
Parmi ces logements, 64,6 % étaient des résidences principales, 28,4 % des résidences secondaires et 7,1 % des logements vacants. Ces logements étaient pour 97 % d'entre eux des maisons individuelles et pour 2 % des appartements.
Le tableau ci-dessous présente la typologie des logements à Teilhet en 2018 en comparaison avec celle de l'Ariège et de la France entière. Une caractéristique marquante du parc de logements est ainsi une proportion de résidences secondaires et logements occasionnels (28,4 %) supérieure à celle du département (24,6 %) et à celle de la France entière (9,7 %). Concernant le statut d'occupation de ces logements, 83,1 % des habitants de la commune sont propriétaires de leur logement (82,5 % en 2013), contre 66,3 % pour l'Ariège et 57,5 % pour la France entière.
| Typologie                                               | Teilhet | Ariège | France entière |
| ------------------------------------------------------- | ------- | ------ | -------------- |
| Résidences principales (en %)                           | 64,6    | 65,7   | 82,1           |
| Résidences secondaires et logements occasionnels (en %) | 28,4    | 24,6   | 9,7            |
| Logements vacants (en %)                                | 7,1     | 9,7    | 8,2            |

### Risques majeurs
Le territoire de la commune de Teilhet est vulnérable à différents aléas naturels : inondations, climatiques (grand froid ou canicule), feux de forêts, mouvements de terrains et séisme (sismicité faible). Il est également exposé à un risque technologique, la rupture d'un barrage,.

#### Risques naturels

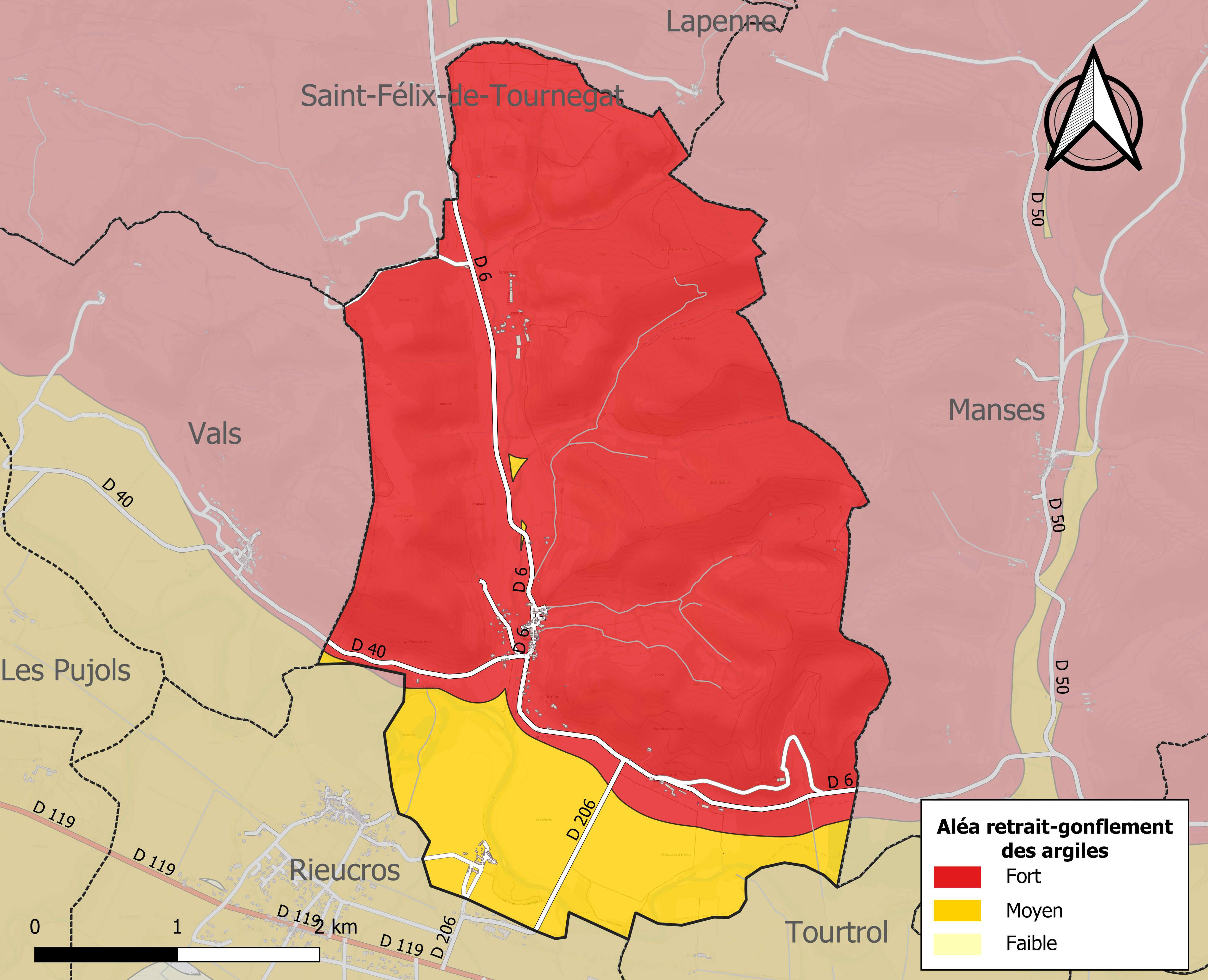
Zonage de l'aléa retrait-gonflement des argiles sur la commune de Teilhet.

Certaines parties du territoire communal sont susceptibles d’être affectées par le risque d’inondation par débordement, crue torrentielle d'un cours d'eau, l'Hers-Vif, ou ruissellement d'un versant. L’épisode de crue le plus marquant dans le département reste sans doute celui de 1875. Parmi les inondations marquantes plus récentes concernant l'Hers figure la crue torrentielle de 2014 de l'Hers amont impactant en particulier le village de Lassur.
Les mouvements de terrains susceptibles de se produire sur la commune sont soit des glissements de terrains soit des mouvements liés au retrait-gonflement des argiles. Près de 50 % de la superficie du département est concernée par l'aléa retrait-gonflement des argiles, dont la commune de Teilhet. L'inventaire national des cavités souterraines permet par ailleurs de localiser celles situées sur la commune.
Près de 50 % de la superficie du département est concernée par l'aléa retrait-gonflement des argiles, dont la commune de Teilhet. L'inventaire national des cavités souterraines permet par ailleurs de localiser celles situées sur la commune.
Ces risques naturels sont pris en compte dans l'aménagement du territoire de la commune par le biais d'un plan de prévention des risques (PPR) inondation et mouvement de terrain approuvé le 8 décembre 2009.

#### Risques technologiques
Dans le département de l’Ariège on dénombre cinq grands barrages susceptibles d’occasionner des dégâts en cas de rupture. La commune fait partie des 80 communes susceptibles d’être touchées par l’onde de submersion consécutive à la rupture d’un de ces barrages.

## Histoire
Sur une colline proche, le cimetière de « Tabariane », site archéologique mérovingien découvert vers 1870 avec les premières fouilles commencées en 1901, révèle une nécropole particulièrement bien conservées des VIe et VIIIe siècles.
En 1880, la marquise de Portes, née Hélène Gordon Hutton, américaine devenue veuve cette année là de Paul François Thomas de Portes (1839-1880), cinquième marquis de Portes, fait construire un château moderne sur la commune, abandonnant l'ancien fief familial de Manses peu attractif et mal desservi.

## Politique et administration

### Découpage territorial
La commune de Teilhet est membre de la communauté de communes du Pays de Mirepoix, un établissement public de coopération intercommunale (EPCI) à fiscalité propre créé le 31 décembre 2013 dont le siège est à Mirepoix. Ce dernier est par ailleurs membre d'autres groupements intercommunaux.
Sur le plan administratif, elle est rattachée à l'arrondissement de Pamiers, au département de l'Ariège, en tant que circonscription administrative de l'État, et à la région Occitanie.
Sur le plan électoral, elle dépend du canton de Mirepoix pour l'élection des conseillers départementaux, depuis le redécoupage cantonal de 2014 entré en vigueur en 2015, et de la deuxième circonscription de l'Ariège  pour les élections législatives, depuis le redécoupage électoral de 1986.

### Liste des maires
| Période                                  | Période  | Identité           | Étiquette | Qualité  |
| ---------------------------------------- | -------- | ------------------ | --------- | -------- |
| 1977                                     | 2001     | Jacques Baysselier |           |          |
| 2001                                     | 2014     | Fernand Simon      |           |          |
| 2014                                     | En cours | Francis Chauvry    | SE        | Retraité |
| Les données manquantes sont à compléter. |          |                    |           |          |

## Démographie
| 1793 | 1800 | 1806 | 1821 | 1831 | 1836 | 1841 | 1846 | 1851 |
| ---- | ---- | ---- | ---- | ---- | ---- | ---- | ---- | ---- |
| 346  | 339  | 390  | 398  | 403  | 401  | 422  | 403  | 442  |

| 1856 | 1861 | 1866 | 1872 | 1876 | 1881 | 1886 | 1891 | 1896 |
| ---- | ---- | ---- | ---- | ---- | ---- | ---- | ---- | ---- |
| 407  | 373  | 342  | 332  | 327  | 300  | 276  | 256  | 250  |

| 1901 | 1906 | 1911 | 1921 | 1926 | 1931 | 1936 | 1946 | 1954 |
| ---- | ---- | ---- | ---- | ---- | ---- | ---- | ---- | ---- |
| 221  | 221  | 222  | 169  | 166  | 145  | 140  | 128  | 144  |

| 1962 | 1968 | 1975 | 1982 | 1990 | 1999 | 2006 | 2011 | 2016 |
| ---- | ---- | ---- | ---- | ---- | ---- | ---- | ---- | ---- |
| 150  | 135  | 93   | 112  | 125  | 152  | 182  | 164  | 156  |

| 2021 | 2022 | - | - | - | - | - | - | - |
| ---- | ---- | - | - | - | - | - | - | - |
| 159  | 162  | - | - | - | - | - | - | - |

## Économie

### Revenus
En 2018, la commune compte 62 ménages fiscaux, regroupant 142 personnes. La médiane du revenu disponible par unité de consommation est de 19 710 € (19 820 € dans le département).

### Emploi
| Division       | 2008  | 2013   | 2018   |
| -------------- | ----- | ------ | ------ |
| Commune        | 2,6 % | 5,9 %  | 9,8 %  |
| Département    | 8,9 % | 11,1 % | 11,2 % |
| France entière | 8,3 % | 10 %   | 10 %   |

En 2018, la population âgée de 15 à 64 ans s'élève à 90 personnes, parmi lesquelles on compte 75 % d'actifs (65,2 % ayant un emploi et 9,8 % de chômeurs) et 25 % d'inactifs,. Depuis 2008, le taux de chômage communal (au sens du recensement) des 15-64 ans est inférieur à celui de la France et du département.
La commune fait partie de la couronne de l'aire d'attraction de Pamiers, du fait qu'au moins 15 % des actifs travaillent dans le pôle,. Elle compte 28 emplois en 2018, contre 40 en 2013 et 27 en 2008. Le nombre d'actifs ayant un emploi résidant dans la commune est de 63, soit un indicateur de concentration d'emploi de 43,9 % et un taux d'activité parmi les 15 ans ou plus de 58,4 %.
Sur ces 63 actifs de 15 ans ou plus ayant un emploi, 16 travaillent dans la commune, soit 25 % des habitants. Pour se rendre au travail, 87,5 % des habitants utilisent un véhicule personnel ou de fonction à quatre roues, 1,6 % les transports en commun, 7,9 % s'y rendent en deux-roues, à vélo ou à pied et 3,1 % n'ont pas besoin de transport (travail au domicile).

### Activités hors agriculture
18 établissements sont implantés  à Teilhet au 31 décembre 2019.
Le secteur des activités spécialisées, scientifiques et techniques et des activités de services administratifs et de soutien est prépondérant sur la commune puisqu'il représente 22,2 % du nombre total d'établissements de la commune (4 sur les 18 entreprises implantées  à Teilhet), contre 13,2 % au niveau départemental.

### Agriculture
|                                   | 1988 | 2000 | 2010 |
| --------------------------------- | ---- | ---- | ---- |
| Exploitations                     | 5    | 3    | 4    |
| Superficie agricole utilisée (ha) | 297  | 437  | 389  |

La commune fait partie de la petite région agricole dénommée « Coteaux de l'Ariège ». En 2010, l'orientation technico-économique de l'agriculture  sur la commune est la polyculture et le polyélevage. Quatre exploitations agricoles ayant leur siège dans la commune sont dénombrées lors du recensement agricole de 2010 (cinq en 1988). La superficie agricole utilisée est de 389 ha.

## Culture locale et patrimoine

### Lieux et monuments
- Église Saint-Jean-l'Évangéliste de Teilhet dédiée à saint Jean l'évangéliste. L'édifice a un clocher mur, sa façade occidentale est inscrite au titre des Monuments historiques en 1955[54].

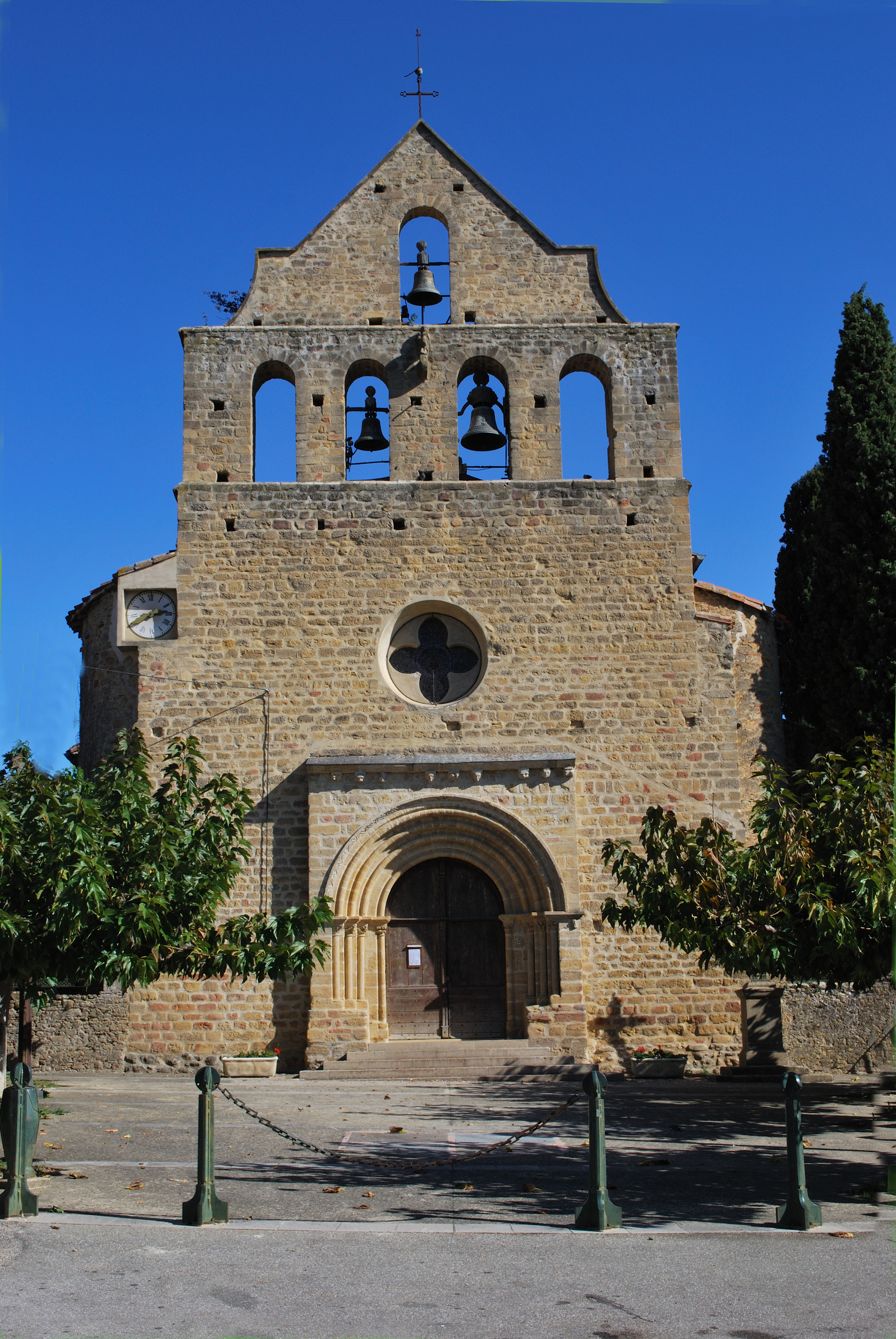
Façade avec son clocher peigne du XIVe siècle. Le portail est surmonté d'une haute muraille réalisée après la guerre des Albigeois.
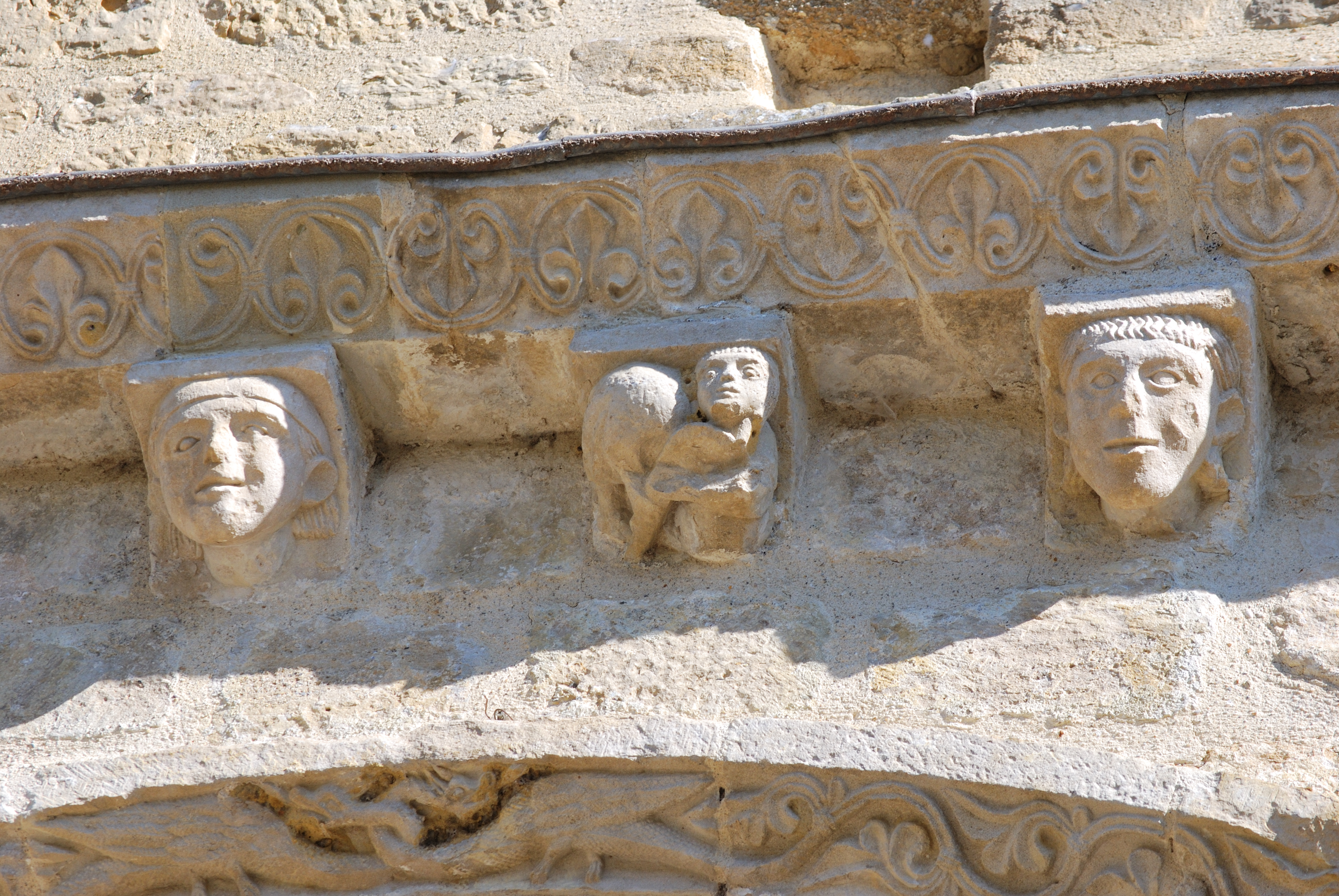
Frise avec de têtes au-dessus du portail.
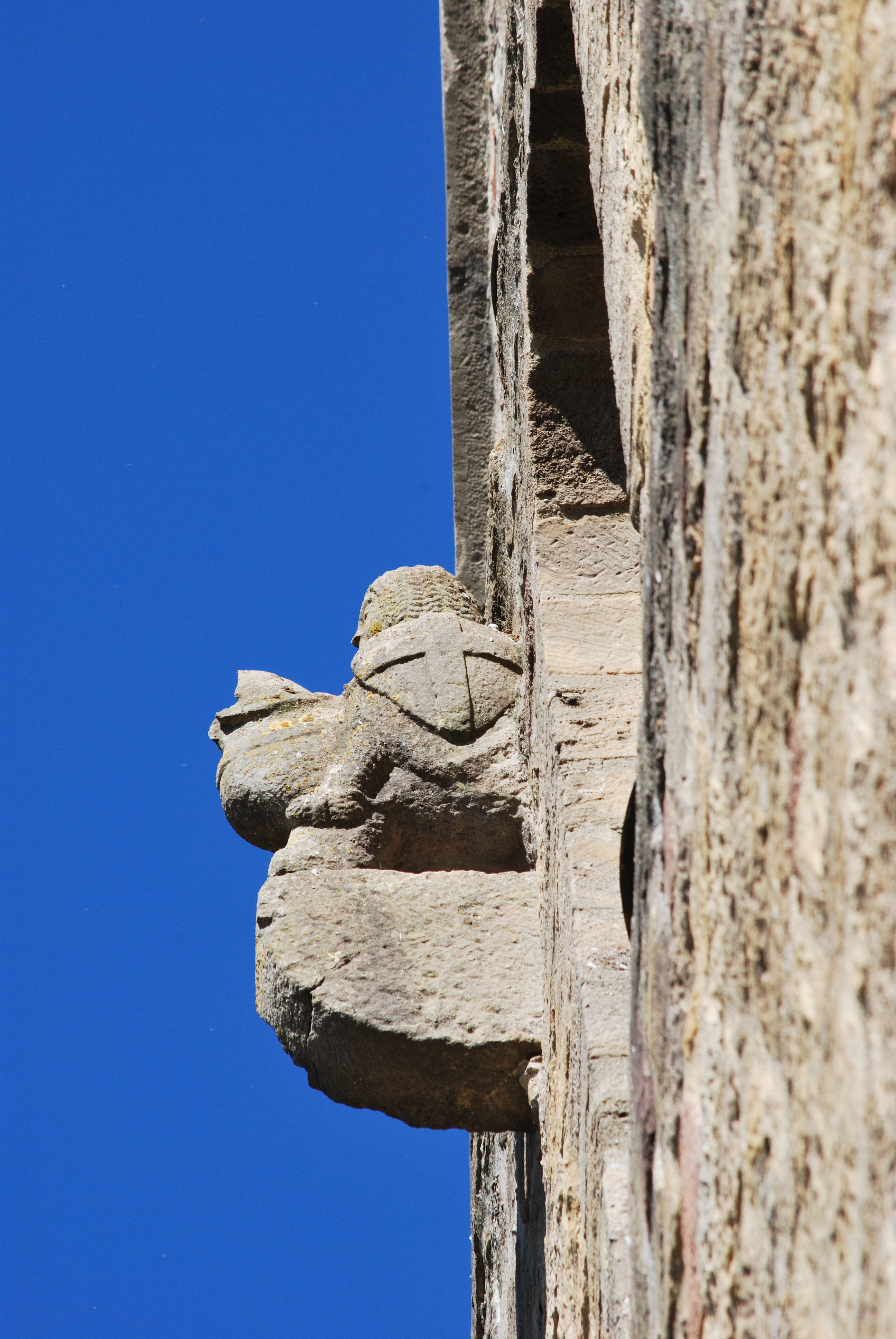
Un cavalier couvert de haubert et de mailles, le bouclier au bras, semble sortir de la muraille.

- Sur le site de Tabariane, importante nécropole mérovingienne avec environ 300 tombes mises au jour[55].
- Château de Roques avec jardin à la française et parc (privé, converti pour l'hôtellerie et les réceptions), appartenant à l'origine au marquisat de Portes.

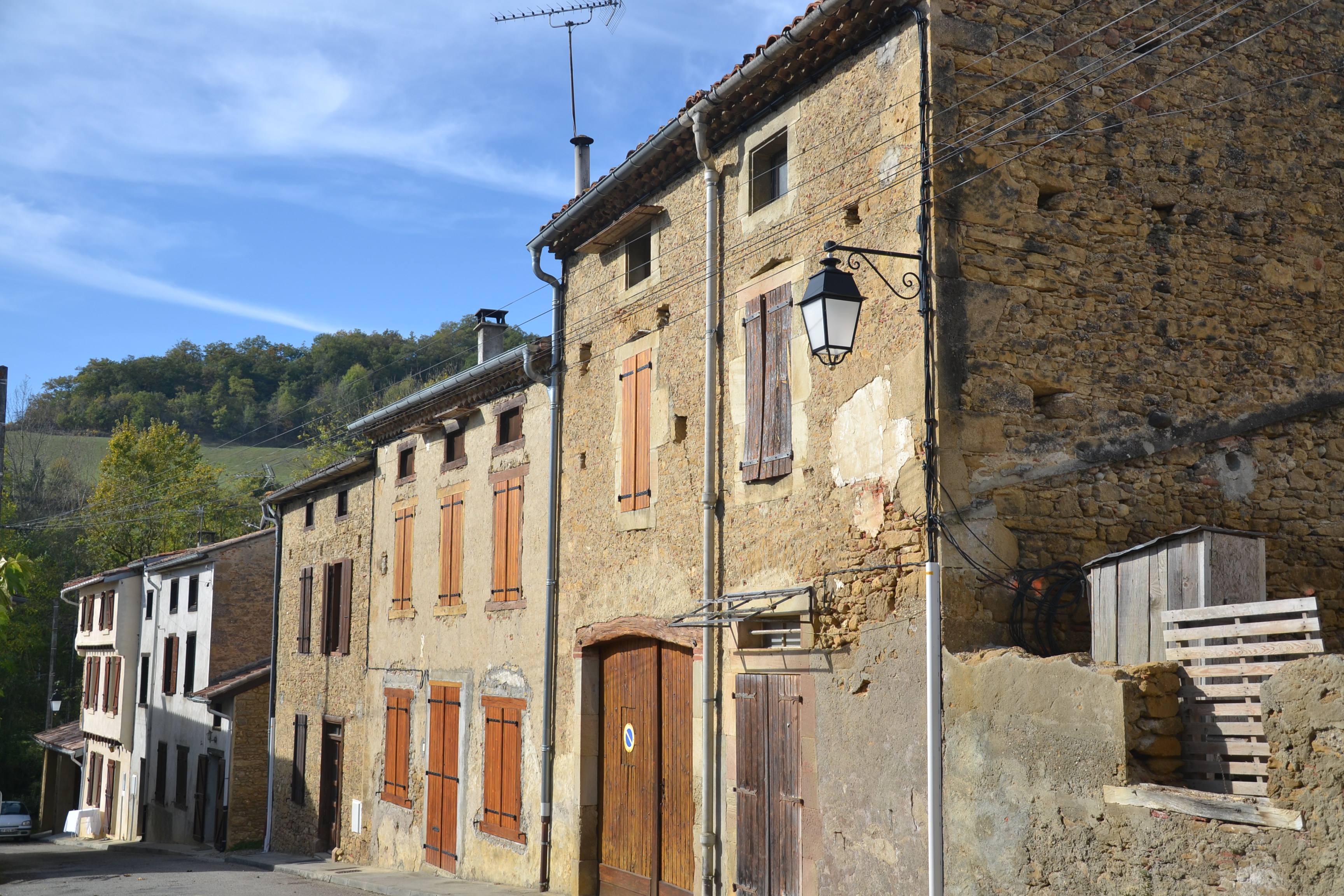
Maisons dans le village.
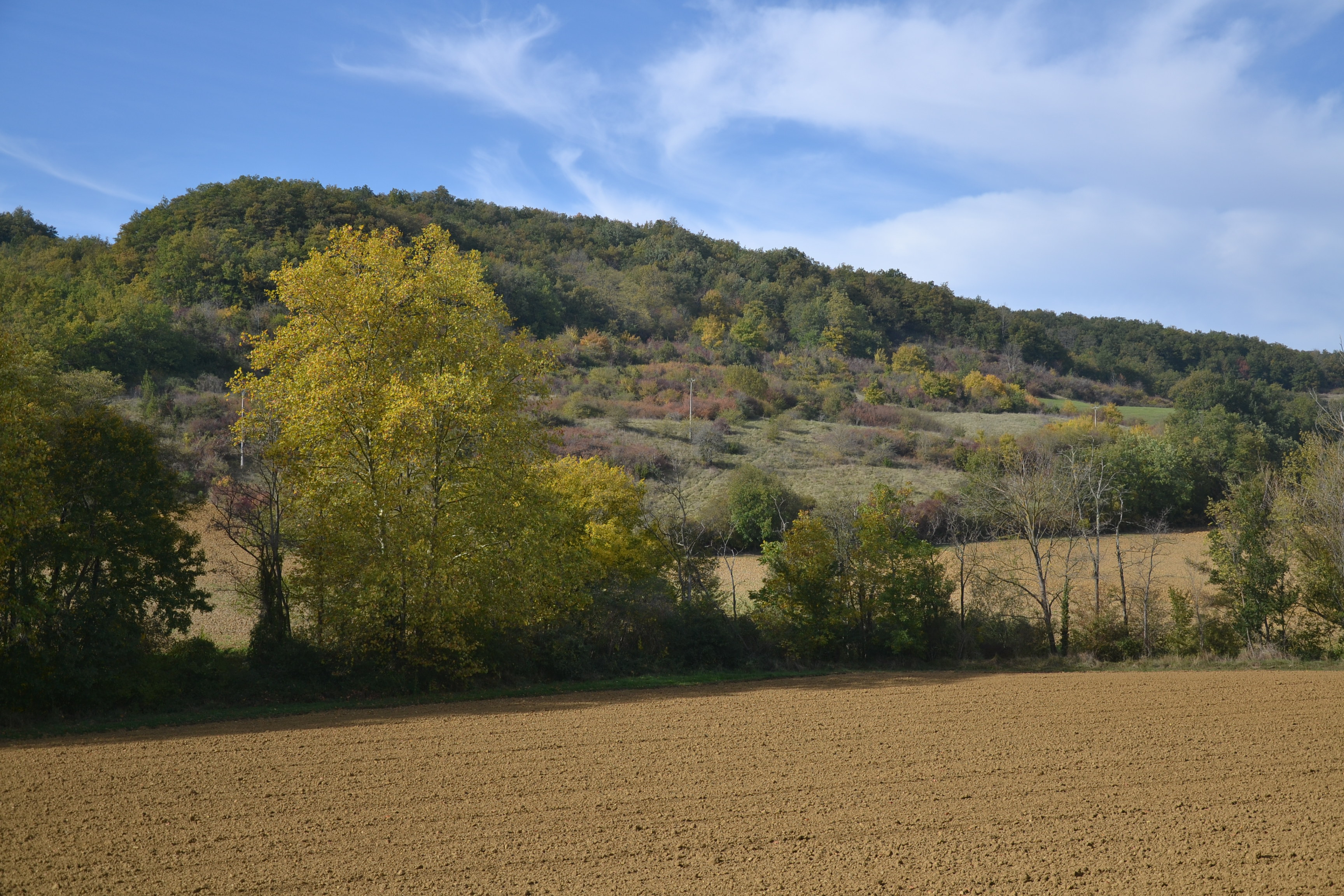
Paysage agricole près de Teilhet.
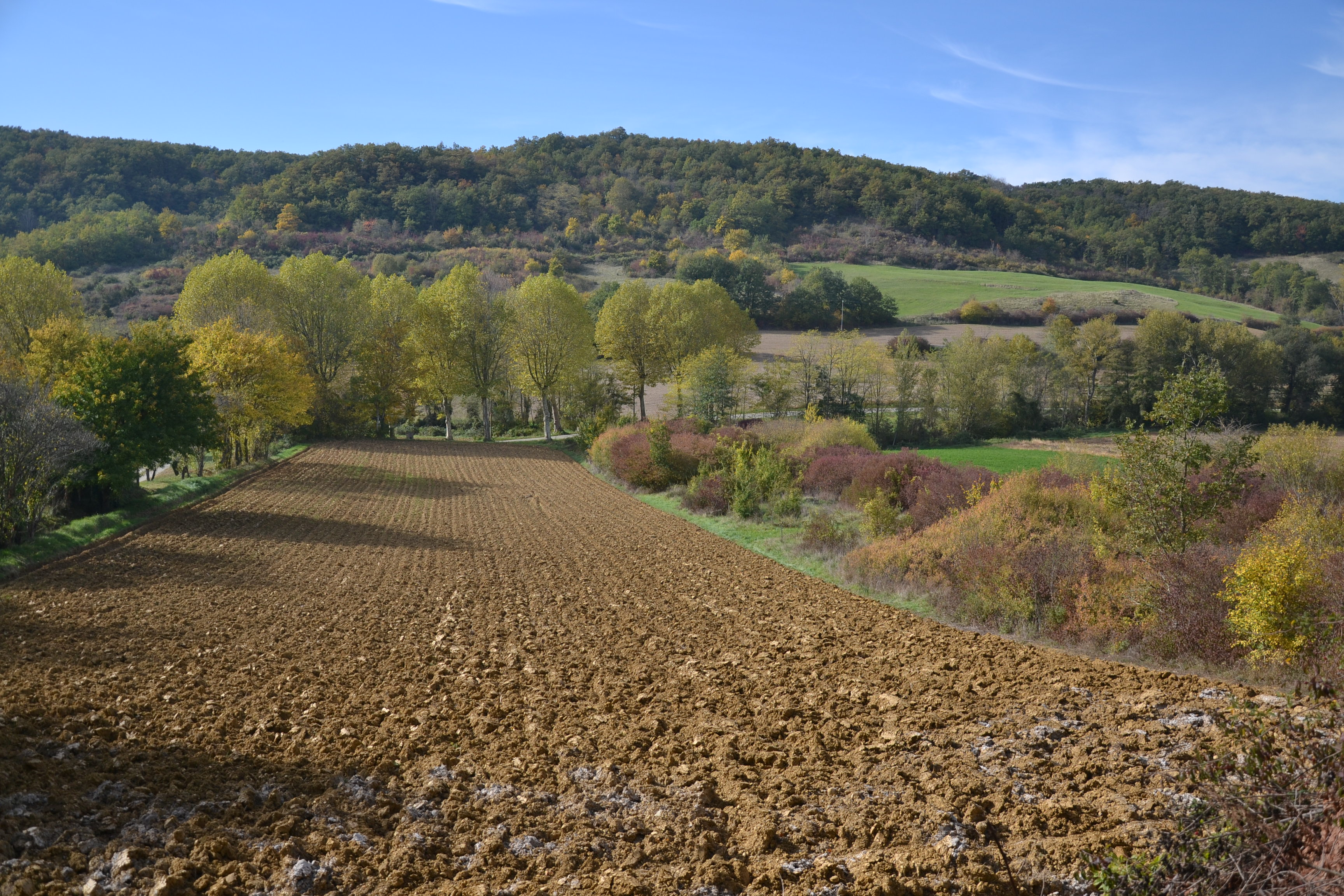
Paysage agricole près de Teilhet.
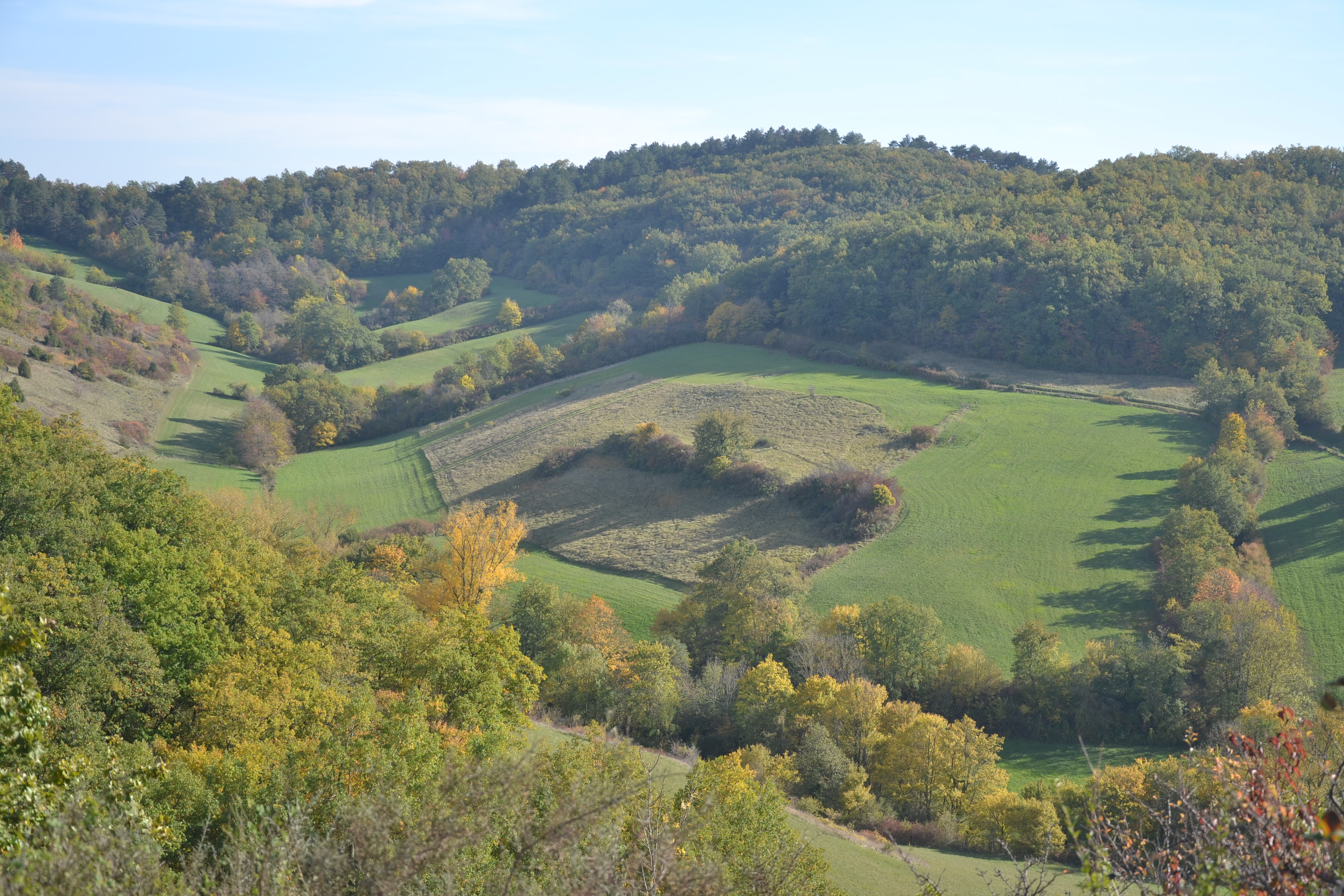
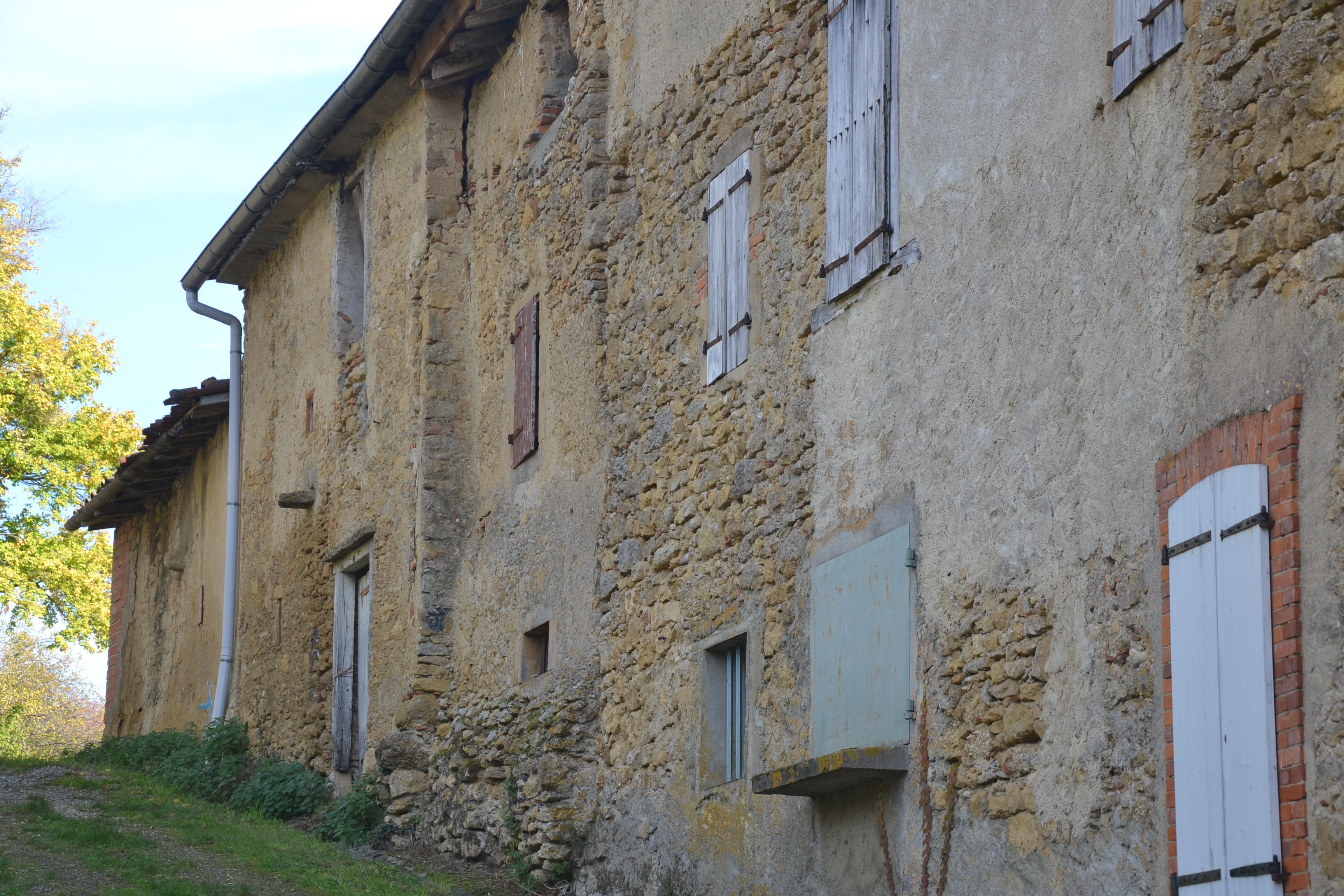
Maisons dans le village.
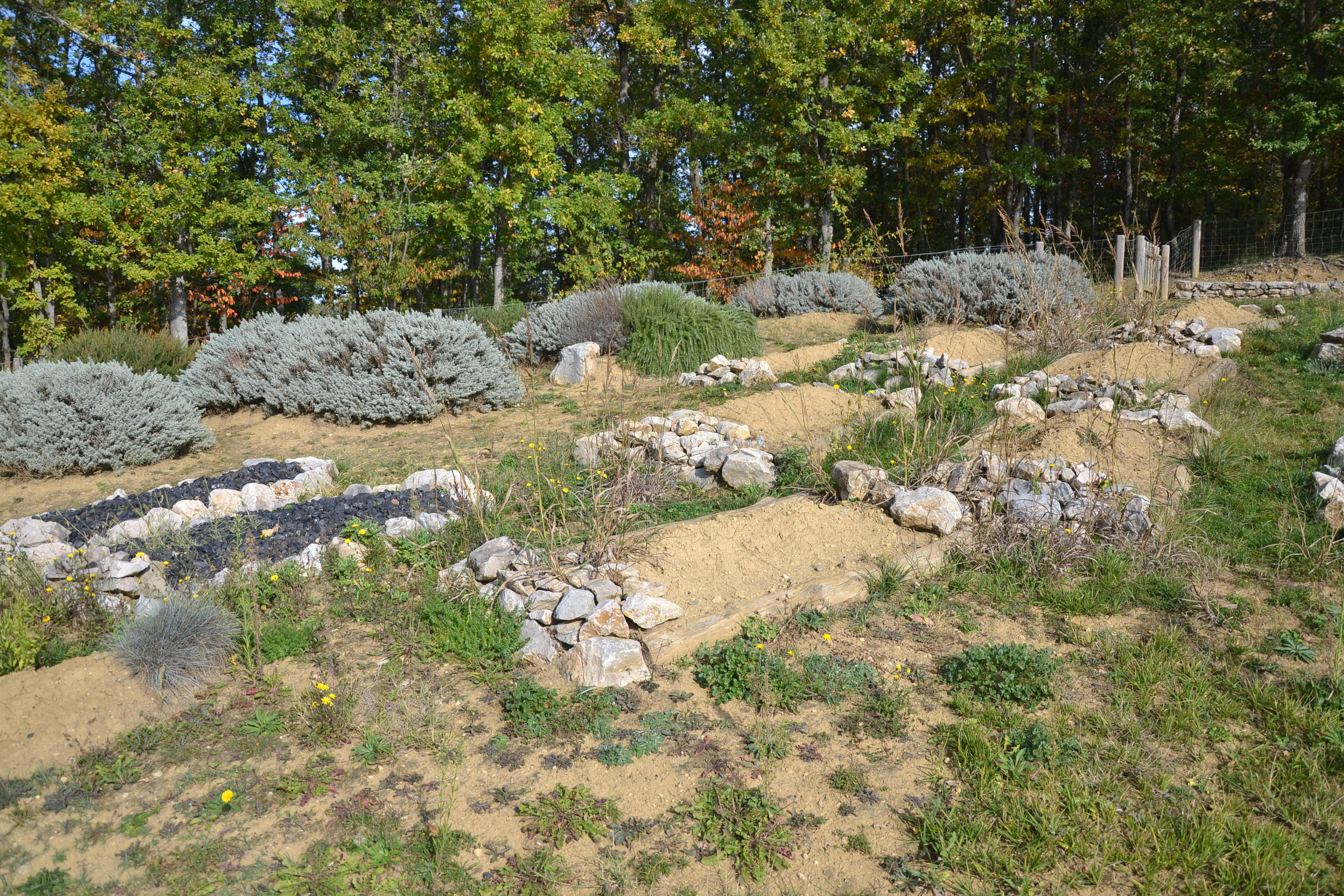
Site archéologique de Tabariane (nécropole mérovingienne).

### Personnalités liées à la commune
- François-Félix Verdié (né à Teilhet en 1810), fils de Jean-François Verdié simple « martinetteur » aux Forges de Mans et Rose Raboute. Il créa en 1854 les aciéries et forges de Firminy dans la Loire qui occuperont jusqu'à plus de 10 000 ouvriers lors de la Première Guerre mondiale. Il mourut le 16 mai 1878 à Dombrowa en Pologne où il inaugurait la création d'une de ses usines.
- Famille de Portes

### Héraldique
| Blason de Teilhet (Ariège) | Blason  | Écartelé d'or et d'argent.                       |
| Blason de Teilhet (Ariège) | Détails | Le statut officiel du blason reste à déterminer. |